# فنتون جون أنتوني هورت
فنتون جون أنتوني هورت (باللاتينية: Fenton John Anthony Hort) هو ثيولوجي أيرلندي من القرن التاسع عشر ومحرر نسخة نقدية للعهد الجديد في اليونانية الأصلية مع بروك وستكوت.

## مواقع خارجية
- فنتون جون أنتوني هورت على موقع الموسوعة البريطانية (الإنجليزية)
- فنتون جون أنتوني هورت على موقع إن إن دي بي (الإنجليزية)
- Works by Fenton John Anthony Hort at the أرشيف الإنترنت
- Greek Text of Hort's "The New Testament in the Original Greek", Vol. 1 with variants
- Hort's Introduction to his Greek New Testament (= Vol. 2)